# Maya Weug

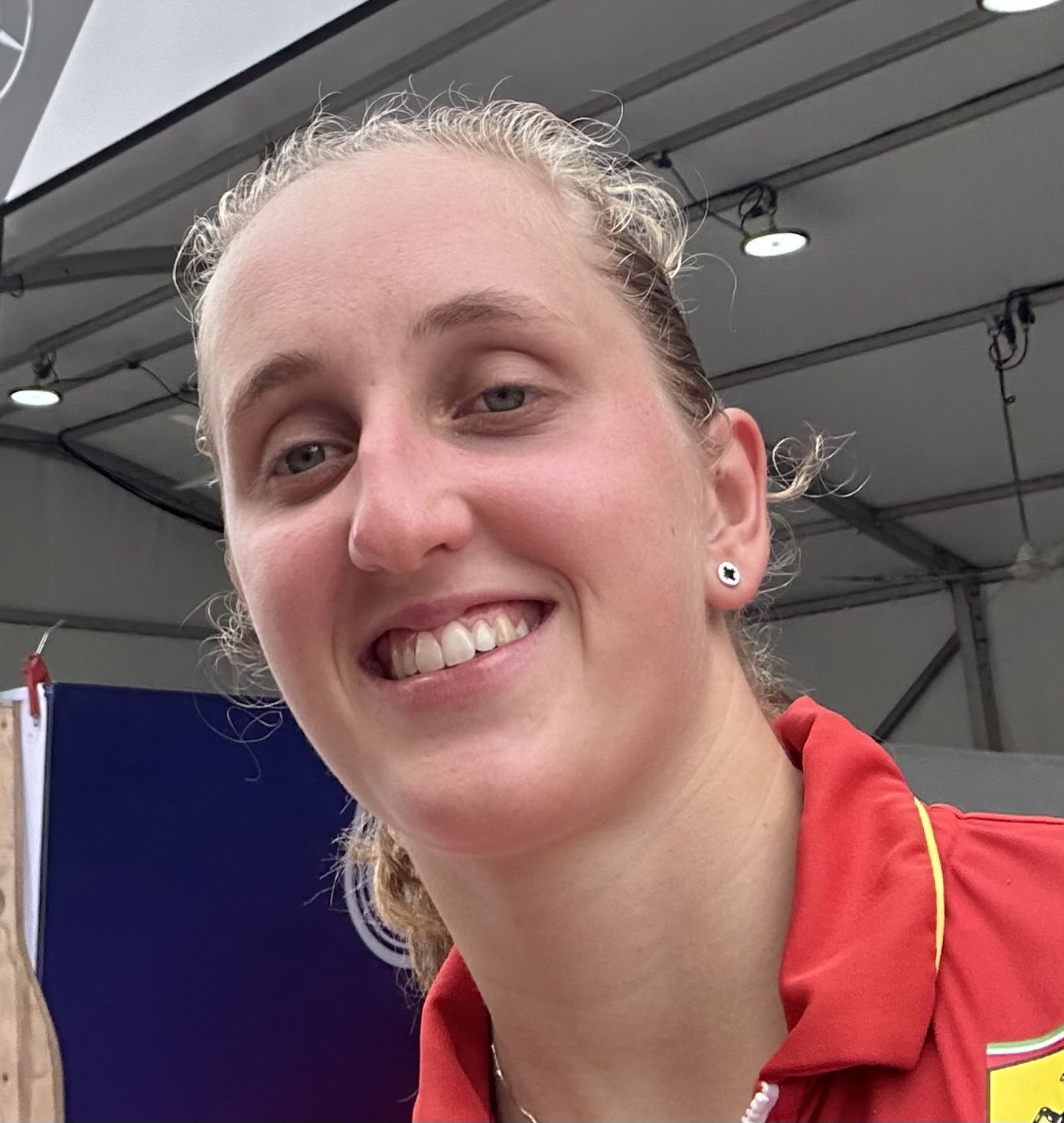
Maya Weug, 2024

Maya Martine Els Weug (* 1. Juni 2004 in Pedreguer) ist eine niederländisch-belgisch-spanische Rennfahrerin, die in der F1 Academy für MP Motorsport antreten wird. Bereits 2024 fuhr sie mit Prema Racing in der Serie und belegte dabei den dritten Platz in der Gesamtwertung. Außerdem nahm sie für KIC Motorsport an der Formula Regional European Championship 2023 teil.
Weug ist Mitglied der Ferrari Driver Academy und die erste Fahrerin, die der Akademie jemals beigetreten ist.

## Karriere

### Kartsport
Weug begann mit sieben Jahren mit dem Kartfahren. Sie hat an mehreren nationalen Meisterschaften teilgenommen, beispielsweise an der spanischen Kart-Meisterschaft, bei der sie 2015 in der Alevin-Klasse den zweiten Platz belegte. 2016 war Weugs erstes Jahr auf der internationalen Kart-Bühne, wo sie sofort ihr Talent unter Beweis stellte und den WSK Final Cup in der Kategorie 60 Mini gewann, bei dem sie ihr zukünftiges Akademiemitglied Dino Beganovic besiegte. In den folgenden vier Jahren konkurrierte die niederländische Rennfahrerin weiterhin auf der internationalen Kart-Bühne und trat sowohl bei der CIK-FIA Kart-Europameisterschaft als auch bei der Kart-Weltmeisterschaft an; ihr bestes Ergebnis bei der ersteren war ein 17. Platz im Jahr 2020.

### Formel 4

#### 2021

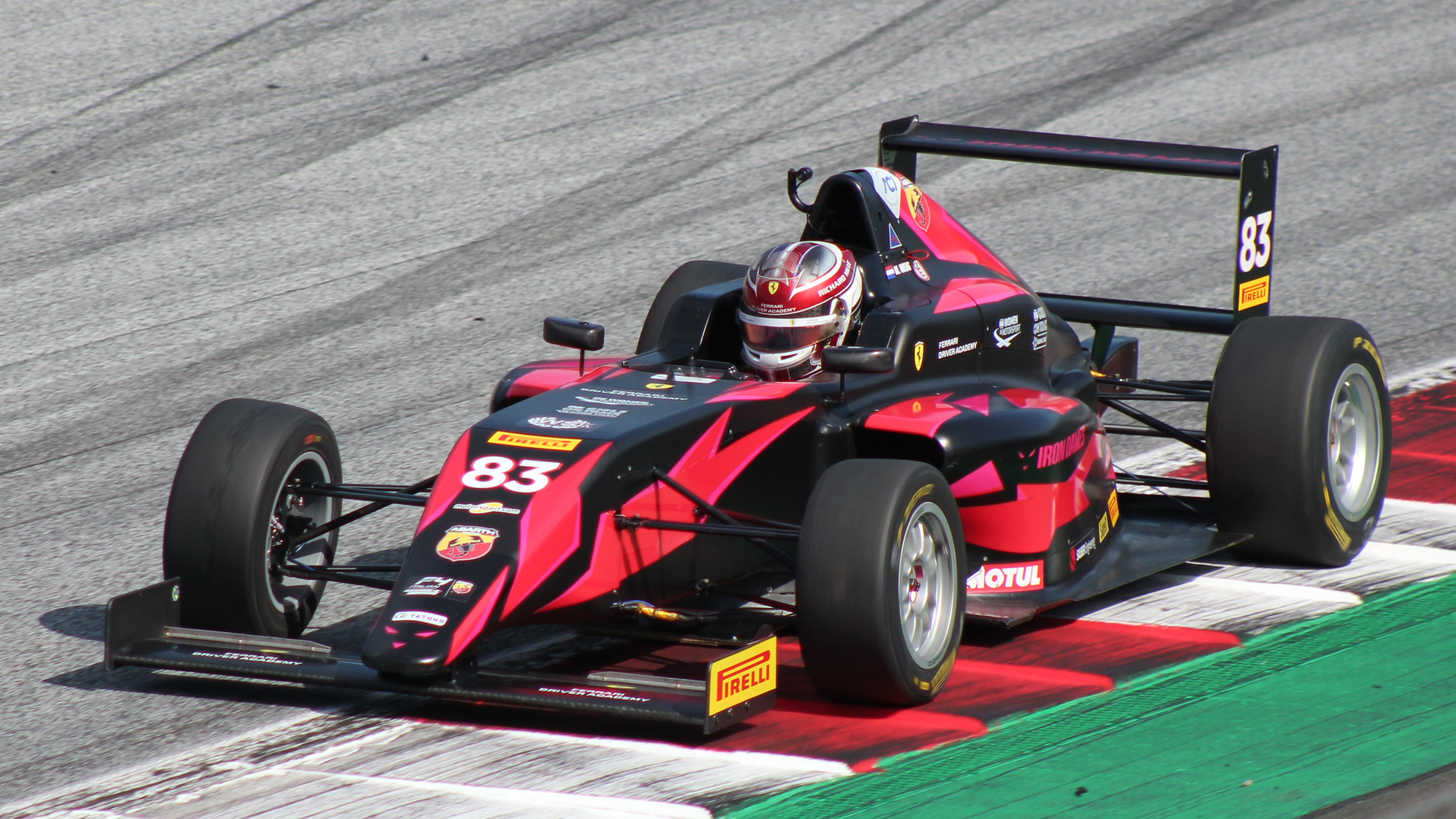
Weug fährt während der italienischen Formel-4-Meisterschaft 2021 auf dem Red Bull Ring.

Im Jahr 2021 gab Weug im Rahmen ihrer Mitgliedschaft in der Ferrari Driver Academy ihr Debüt in der italienischen F4 für Iron Lynx Motorsport Lab im Rahmen des Iron Dames-Programms. Weug fuhr neben dem italienischen Duo Leonardo Fornaroli und Pietro Armanni und erreichte drei Rookie-Podiumsplätze, jeweils einen in Le Castellet, Misano und Vallelunga. In der Hauptmeisterschaft konnte sie jedoch keine Punkte erzielen und landete damit auf Platz 35 der Gesamtwertung. In einem Interview erklärte Weug: „Wir waren so oft so nah dran [Punkte zu holen]“, und sagte, dass ihr Mangel an Erfahrung sie während der gesamten Saison behindert habe.

#### 2022

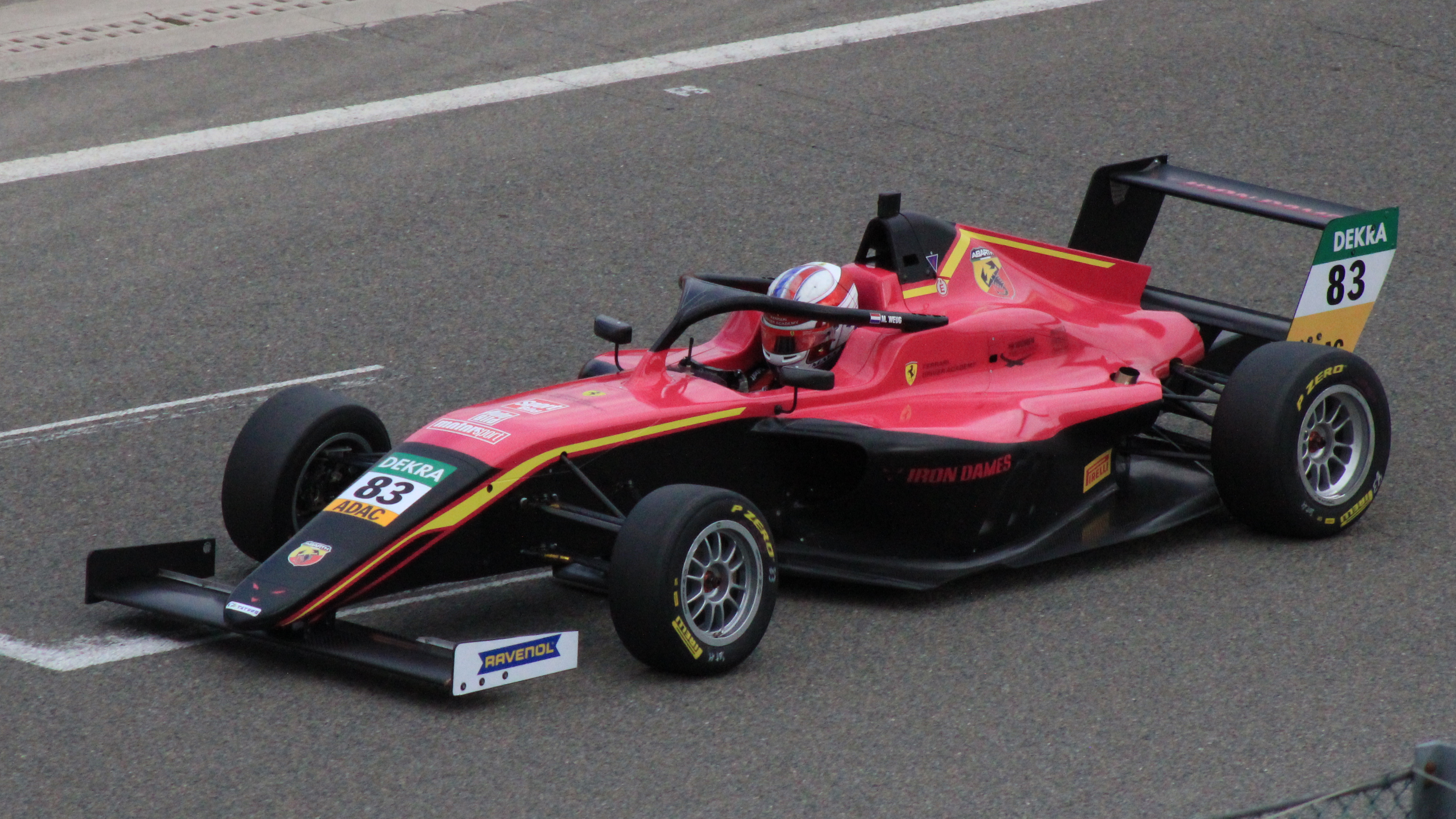
Weug fährt in Spa-Francorchamps während der ADAC Formel 4-Meisterschaft 2022.

Für die Saison 2022 blieb die niederländische Fahrerin bei Iron Dames und fuhr an der Seite von Ivan Domingues. Ein Qualifying bei wechselhaftem Wetter in der Eröffnungsrunde auf dem Imola Circuit ermöglichte Weug, in beiden Rennen am Sonntag als Dritte zu starten, und nachdem sie in Rennen 1 ihren ersten Punkt geholt hatte, kam sie am Sonntag als Sechste ins Ziel. Beim darauffolgenden Rennen in Misano setzte Weug ihre Form fort und holte weitere Punkte. Trotz einer schweren Kollision am Ende von Rennen 3 wurde sie aufgrund der Countback-Regel als Achte gewertet. Die Niederländerin belegte beim nächsten Rennen in Spa-Francorchamps den zehnten Platz, bevor sie in Vallelunga erneut unter die ersten Zehn kam. Nachdem sie im weiteren Saisonverlauf in drei weiteren Rennen Punkte geholt hatte, belegte Weug den 14. Platz in der Meisterschaft, einen Platz vor ihrem Teamkollegen Domingues.

### Formel Regional

#### 2023
Nachdem sie mit KIC Motorsport an mehreren Tests nach der Saison teilgenommen hatte, stieg Weug in die Formula Regional European Championship auf und fuhr weiterhin für das finnische Team. Ihr bestes Ergebnis erzielte sie beim zweiten Rennen in Spa-Francorchamps mit einem Rookie-Sieg und dem 6. Platz in der Gesamtwertung. Sie war die einzige Fahrerin von KIC Motorsport, die während der Saison Punkte holte, und landete sechsmal in den Punkten, was ihr insgesamt 27 Punkte einbrachte. Weug beendete die FRECA-Saison 2023 als Dritte unter den Rookies und als 17. unter allen 42 punkteberechtigten Fahrern.

#### 2024
Weug kehrte 2024 mit KIC Motorsport für das Rennen in Mugello in die Formula Regional European Championship zurück.

### F1 Academy

#### 2024

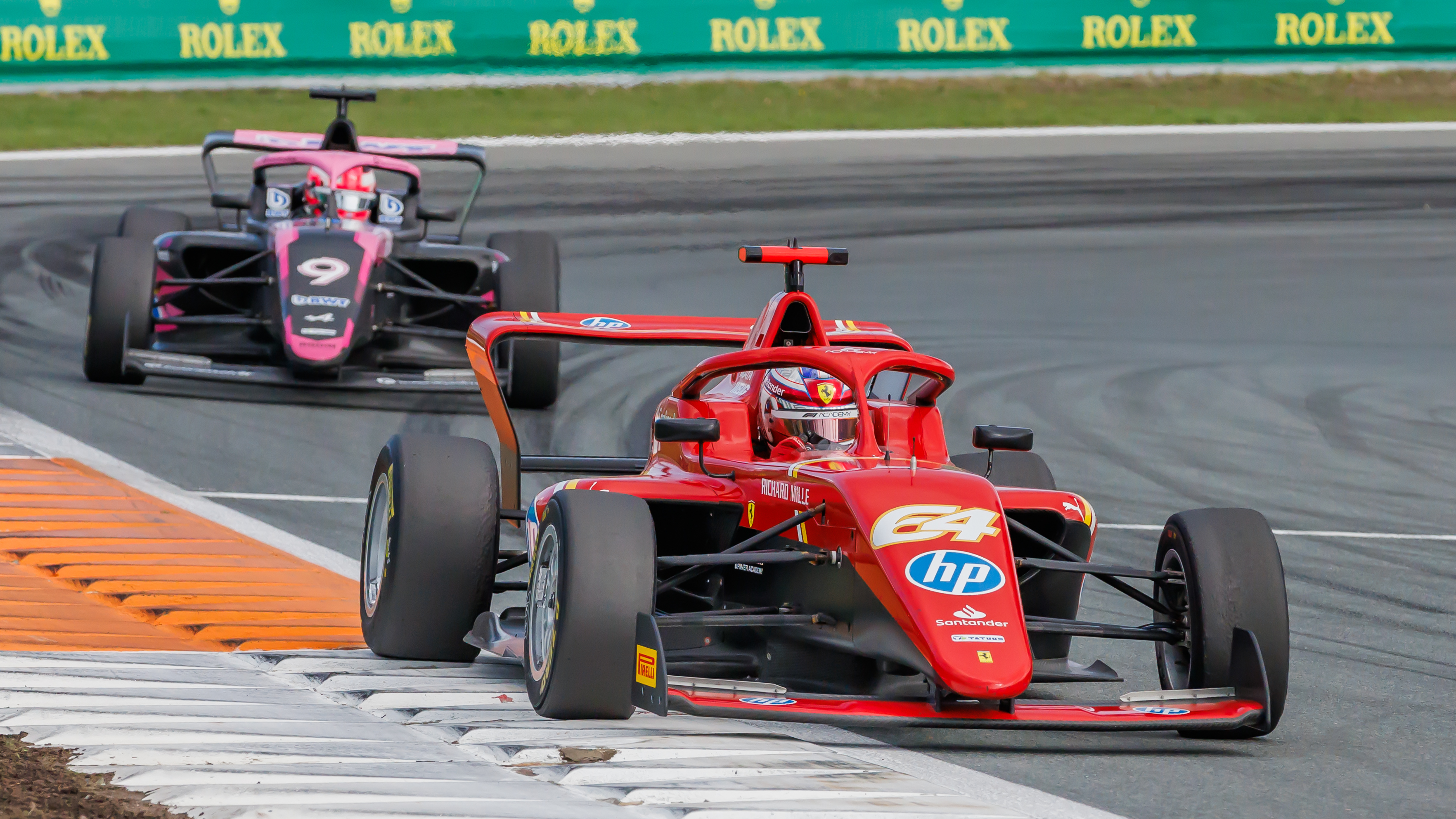
Weug führt 2024 vor Abbi Pulling bei einem F1-Academy-Rennen in Zandvoort.

Weug wechselte für die Saison 2024 in die F1 Academy, fuhr für Prema Racing und vertrat die Scuderia Ferrari. Die Saison beendete sie nach einem Sieg auf dem Yas Marina Circuit und sieben weiteren Podiumsplatzierungen auf dem dritten Platz der Gesamtwertung.

#### 2025
Weug bleibt für die Saison 2025 in der F1 Academy und behält ihre Unterstützung von Ferrari, wird jedoch zu MP Motorsport wechseln.

### FIA Formel 3
Weug wurde ausgewählt, im November 2021 an einem eintägigen FIA-Formel-3-Test in Magny-Cours, zusammen mit ihrer Iron-Dames-Rennfahrerin Doriane Pin und den W-Series-Fahrerinnen Nerea Martí und Irina Sidorkova, teilzunehmen.

### Formel 1
Im Oktober 2020 wurde Weug als eine von zwanzig Fahrerinnen im Alter zwischen 12 und 16 Jahren für das von der FIA-Kommission für Frauen im Motorsport organisierte Programm „Girls on Track – Rising Stars“ nominiert. Als Belohnung für den Sieger des Shootouts winkt ein Platz in der Ferrari Driver Academy. Weug schaffte es zusammen mit Doriane Pin, Julia Ayoub und Antonella Bassani in die Endauswahl und am 22. Januar wurde bekannt gegeben, dass sie das Shootout gewonnen hatte und der FDA beitreten würde.

## Persönliches
Weug wurde an der Costa Blanca in Spanien als Tochter eines niederländischen Vaters und einer belgischen Mutter geboren. Im Laufe ihrer Karriere trat sie unter der Flagge aller drei Nationen an.

## Statistik

### Karrierestationen
- 2013–2020: Kartsport
- 2021: Italienische Formel-4-Meisterschaft (Platz 35)
- 2021: Deutsche Formel-4-Meisterschaft (Gaststarterin)
- 2022: Italienische Formel-4-Meisterschaft (Platz 14)
- 2022: Deutsche Formel-4-Meisterschaft (Gaststarterin)
- 2023: Formula Regional European Championship (Platz 17)
- 2024: F1 Academy (Platz 3)
- 2024: Formula Regional European Championship (Platz 29)
- 2025: F1 Academy

### Einzelergebnisse in der F1 Academy
| Jahr | 1   | 1   | 2   | 2   | 3   | 3   | 4   | 4   | 5   | 5   | 6   | 6   | 7   | 7   | 7   | Punkte | Rang |
| ---- | --- | --- | --- | --- | --- | --- | --- | --- | --- | --- | --- | --- | --- | --- | --- | ------ | ---- |
| 2024 | SAU | SAU | USA | USA | ESP | ESP | NLD | NLD | SGP | SGP | QAT | QAT | UAE | UAE | UAE | 177    | 3.   |
| 2024 | 3   | 2   | 6   | 5   | DNF | 13  | 3   | 2   | 2   | 2   | 3   | C   | 7   | 5   | 1   | 177    | 3.   |
| 2025 | CHN | CHN | SAU | SAU | USA | USA | CAN | CAN | NLD | NLD | SGP | SGP | USA | USA | USA | 64     | 1.*  |
| 2025 | 3   | 2   | 2   | 1   | 4   | C   |     |     |     |     |     |     |     |     |     | 64     | 1.*  |

* Saison läuft noch.
| Legende  | Legende            | Legende                                                          |
| Farbe    | Abkürzung          | Bedeutung                                                        |
| -------- | ------------------ | ---------------------------------------------------------------- |
| Gold     | –                  | Sieg                                                             |
| Silber   | –                  | 2. Platz                                                         |
| Bronze   | –                  | 3. Platz                                                         |
| Grün     | –                  | Platzierung in den Punkten                                       |
| Blau     | –                  | Klassifiziert außerhalb der Punkteränge                          |
| Violett  | DNF                | Rennen nicht beendet (did not finish)                            |
| Violett  | NC                 | nicht klassifiziert (not classified)                             |
| Rot      | DNQ                | nicht qualifiziert (did not qualify)                             |
| Rot      | DNPQ               | in Vorqualifikation gescheitert (did not pre-qualify)            |
| Schwarz  | DSQ                | disqualifiziert (disqualified)                                   |
| Weiß     | DNS                | nicht am Start (did not start)                                   |
| Weiß     | WD                 | zurückgezogen (withdrawn)                                        |
| Hellblau | PO                 | nur am Training teilgenommen (practiced only)                    |
| Hellblau | TD                 | Freitags-Testfahrer (test driver)                                |
| ohne     | DNP                | nicht am Training teilgenommen (did not practice)                |
| ohne     | INJ                | verletzt oder krank (injured)                                    |
| ohne     | EX                 | ausgeschlossen (excluded)                                        |
| ohne     | DNA                | nicht erschienen (did not arrive)                                |
| ohne     | C                  | Rennen abgesagt (cancelled)                                      |
| ohne     | keine WM-Teilnahme |                                                                  |
| sonstige | P/fett             | Pole-Position                                                    |
| sonstige | 1/2/3/4/5/6/7/8    | Punktplatzierung im Sprint-/Qualifikationsrennen                 |
| sonstige | SR/kursiv          | Schnellste Rennrunde                                             |
| sonstige | *                  | nicht im Ziel, aufgrund der zurückgelegten Distanz aber gewertet |
| sonstige | ()                 | Streichresultate                                                 |
| sonstige | unterstrichen      | Führender in der Gesamtwertung                                   |